# Ruslan Gryschenko
Ruslan Gryschenko est un coureur cycliste professionnel ukrainien, né le 4 février 1981 à Simferopol, en RSS d'Ukraine (Union soviétique).

## Palmarès
- 1998
  - 3e du Trophée de la ville de Loano
- 1999
  - 2e du Trophée de la ville de Loano
- 2000
  - 3e étape du Tour de Nouvelle-Calédonie
- 2001
  - Liège-Bastogne-Liège espoirs
  - 5e étape du Tour de Thuringe
  - Flèche ardennaise
  - Coppa 29 Martiri di Figline di Prato
  - 2e du Trophée des champions
  - 3e du Trofeo Alcide Degasperi
  -  Médaillé de bronze du championnat du monde sur route espoirs
  - 3e de la Coppa d'Inverno
- 2002
  - Giro del Mendrisiotto
  - Flèche ardennaise
  - 3e étape du Tour de la Vallée d'Aoste
- 2003
  - 3e du Grand Prix de Lugano
- 2005
  - Tour de Lombardie amateurs
  - 3e du Trofeo Torino-Biella

## Résultats sur le Tour d'Italie
1 participation
- 2003 : abandon (19e étape)

## Classements mondiaux
| Année           | 2005 |
| --------------- | ---- |
| UCI Europe Tour | 224e |